# Henrik Nilsson (kajakarz)
Henrik Nilsson (ur. 15 lutego 1976 w Nyköping) – szwedzki kajakarz. Dwukrotny medalista olimpijski.
Jego pierwszą olimpiadą były igrzyska w Atlancie. Przed następną stworzył osadę z Markusem Oscarssonem, wspólnie zaczęli odnosić wielkie sukcesy. Specjalizowali się na dystansie 1000 metrów, zdobyli na nim dwa medale olimpijskie - srebro w Sydney i złoto w Atenach. Również dwukrotnie byli mistrzami świata (2002 i 2003).